# Kurt Pohlisch
Kurt Karl Ferdinand Pohlisch (* 28. März 1893 in Remscheid; † 6. Februar 1955 in Bonn) war deutscher Psychiater und Neurologe, zur Zeit des Nationalsozialismus T4-Gutachter sowie Professor an der Universität Bonn.

## Frühe Jahre
Pohlisch besuchte zwischen 1899 und 1903 die Volksschule und wechselte danach zum Realgymnasium, das er 1912 abschloss. Anschließend absolvierte er ein Medizinstudium, das er an der Universität Bonn begann und an der Kaiser-Wilhelm-Akademie für das militärärztliche Bildungswesen fortführte. Zwischen April 1912 und September 1912 leistete Pohlisch dort als Sanitätsgefreiter Militärdienst und erhielt bis 1920 eine Ausbildung zum Sanitätsoffizier. Während des Ersten Weltkrieges war Pohlisch durchgehend im Sanitätswesen eingesetzt. Pohlisch beendete im März 1920 seine militärische Laufbahn, wurde dort noch im selben Jahr als Arzt approbiert und 1921 zum Dr. med. promoviert. Seine Heirat mit Gesine Behling erfolgte 1920, das Paar hatte keine Kinder.
Zwischen 1920 und 1934 war Pohlisch Assistenz- beziehungsweise Oberarzt unter Karl Bonhoeffer an der Psychiatrischen und Nervenklinik der Berliner Charité. Nach Inkrafttreten des Erbgesundheitsgesetzes sprach er sich als Gutachter in zehn Fällen achtmal für eine Zwangssterilisation aus. Zudem befürwortete er die „Sterilisierung erblich Schwachsinniger“. Pohlischs Habilitation erfolgte im November 1928.

## Zeit des Nationalsozialismus
Pohlisch wurde ab Mitte Juni 1934 zunächst außerordentlicher Professor und von Anfang November 1934 bis Frühjahr 1945 ordentlicher Professor für Neurologie und Psychiatrie an der Universität Bonn. Zeitgleich übernahm er in Personalunion den Posten des Chefarztes an der Bonner Universitätsnervenklinik sowie das Direktorenamt der Bonner Landesheilanstalt als auch der Rheinischen Kinderanstalt für seelisch Abnorme. Ab Mai 1936 leitete er das Provinzial-Institut für psychiatrisch-neurologische Erforschung, wo so genannte „erbbiologisch Minderwertige“ erfasst wurden. Pohlisch gehörte ab 1939 dem Beirat der Gesellschaft Deutscher Neurologen und Psychiater an.
Am 24. Juli 1937 beantragte er die Aufnahme in die NSDAP und wurde rückwirkend zum 1. Mai desselben Jahres aufgenommen (Mitgliedsnummer 4.614.419). Zudem gehörte er auch dem NS-Dozentenbund (NSDDB), dem Nationalsozialistischen Deutschen Ärztebund (NSDÄB), dem Nationalsozialistischen Lehrerbund (NSLB) sowie dem Reichsbund der deutschen Beamten und der Nationalsozialistischen Volkswohlfahrt (NSV) an. Er war ab Ende 1933 an dem Aufbau der Marine-Hitlerjugend (HJ) beteiligt und ab Mai 1933 förderndes Mitglied der SS.
Noch vor Ausbruch des Zweiten Weltkrieges wurde er Ende August 1939 zur Wehrmacht eingezogen, wo er als Oberfeldarzt auch als beratender Wehrmachtspsychiater im Wehrkreis VI (Münster) eingesetzt war. Pohlisch wurde im Frühjahr 1940 auf einer Geheimkonferenz in Berlin als externer Gutachter für die Aktion T4 angeworben und eingewiesen. Vom 30. April 1940 bis zum 6. Januar 1941 war Pohl externer Gutachter der Aktion T4, ebenso wie sein Bonner Kollege Friedrich Panse, der diese Funktion von Mitte Mai 1940 bis Mitte Dezember 1940 innehatte. Dabei bearbeitete Pohlisch etwa 400 Meldebögen von Patienten aus deutschen und österreichischen Heil- und Pflegeanstalten und sprach in einigen Fällen Tötungsempfehlungen aus. Sowohl Panse als auch Pohlisch wurden durch die Zentraldienststelle T4 von ihrer Gutachtertätigkeit entbunden, wahrscheinlich weil ihre Gutachten nicht den Erwartungen der Zentraldienststelle entsprachen. Mitte 1940 arbeitete Pohlisch an einem Euthanasiegesetz („Gesetz über Sterbehilfe bei unheilbar Kranken“) mit, das im Oktober 1940 verabschiedet aber nie rechtsgültig wurde. Am 4. Dezember 1940 fordert Pohlisch in einem Vortrag über die „Erbpflege im Dritten Reich“ an der Bonner Universität: „solche ... Anlagen, die sich in unserem Volkskörper störend bemerkbar machen, unschädlich zu machen bzw. auszumerzen.“

## Nach Kriegsende
Bei Kriegsende befand sich Pohlisch in einem Lazarett in Bethel. Pohlisch geriet in Kriegsgefangenschaft, aus der er am 12. März 1946 entlassen wurde. Wegen das Tatvorwurfs Teilnahme an Euthanasieverbrechen kam Pohlisch im September 1947 in Untersuchungshaft. Pohlisch und Panse wurden in zwei Prozessen vor den Düsseldorfer Schwurgericht am 24. November 1948 und 27. Januar 1950 aufgrund „erwiesener Unschuld“ freigesprochen. Pohlisch kehrte 1952 auf seinen Lehrstuhl an der Universität Bonn zurück und war dort bis zu seinem Tod im Februar 1955 ordentlicher Professor für Neurologie und Psychiatrie.

## Schriften (Auswahl)
- Tabak. Thieme, Stuttgart 1954.
- Erbpflege im Dritten Reich. Bonner Universität Buchdruck, Bonn 1941. Wurde nach Ende des Zweiten Weltkriegs in der Sowjetischen Besatzungszone auf die Liste der auszusondernden Literatur gesetzt.[9]
- Schlafmittelmißbrauch. G. Thieme, Leipzig 1934.
- Die Kinder männlicher und weiblicher Morphinisten. G. Thieme, Leipzig 1934.
- Soziale und persönliche Bedingungen des chronischen Alkoholismus. G. Thieme, Leipzig 1933.
- Rauschgifte und Konstitution. Verlag „Auf der Wacht“, Berlin-Dahlem 1932.
- Die Verbreitung des chronischen Opiatmissbrauchs in Deutschland. S. Karger, Berlin 1931.
- Das psychiatrisch-neurologische Krankheitsbild der Kohlenoxydvergiftung. S. Karger, Berlin, 1929.
- Über psychische Reaktionsformen bei Arzneimittelvergiftungen. S. Karger, Berlin 1928.
- Der hyperkinetische Symptomenkomplex und seine nosologische Stellung. S. Karger, Berlin 1925.
- Ergebnisse der Balkenstichoperation. Berlin, 1921.

## Auszeichnungen
- Eisernes Kreuz II. Klasse (1915)
- Kriegsverdienstkreuz II. (1942) und I. Klasse (1944)